# Álarcos szúnyogkapó
Az álarcos szúnyogkapó (Polioptila dumicola) a madarak osztályának a verébalakúak (Passeriformes) rendjéhez és a szúnyogkapófélék (Polioptilidae) családjához tartozó faj.

## Rendszerezése
A fajt Louis Pierre Vieillot francia ornitológus írta le 1817-ben, a Sylvia nembe Sylvia dumicola néven.

## Alfajai
- Polioptila dumicola berlepschi Hellmayr, 1901
- Polioptila dumicola saturata Todd, 1946
- Polioptila dumicola dumicola (Vieillot, 1817)[2]

## Előfordulása
Dél-Amerikában, Argentína, Bolívia, Brazília, Paraguay és Uruguay területén honos. A természetes élőhelye szubtrópusi és trópusi síkvidéki esőerdők, lombhullató erdők, szavannák és cserjések.

## Megjelenése
Testhossza 12–13 centiméter, testtömege 5–7 gramm. A hímnek álarcszerű szemsávja van. 
|  |  |

## Életmódja
Rovarokkal táplálkozik.

## Természetvédelmi helyzete
Az elterjedési területe rendkívül nagy, egyedszáma viszont csökkenő, de még nem éri el a kritikus szintet. A Természetvédelmi Világszövetség Vörös listáján nem veszélyeztetett fajként szerepel.